# خرد جاویدان (کتاب)
خرد جاویدان یا فلسفه چندساله (به انگلیسی: The Perennial Philosophy) مطالعه تطبیقی عرفان توسط نویسنده و رمان‌نویس بریتانیایی آلدوس هاکسلی است. عنوان این اثر برگرفته از سنت الهیاتی خرد جاویدان است.

## زمینه اجتماعی و سیاسی
خرد جاویدان اولین بار در سال ۱۹۴۵ و بلافاصله پس از جنگ جهانی دوم توسط انتشارات هارپر در ایالات متحده منتشر شد (۱۹۴۶ در انگلستان). متن جلد چاپ اول بریتانیا توضیح می‌دهد:
«خرد جاویدان» تلاشی است برای ارائه عالی‌ترین عامل مشترک در بین همه الهیات با جمع‌آوری فرازهایی از نوشته‌های اولیا و پیامبرانی که به معرفت معنوی مستقیم الهی نزدیک شده‌اند…
این کتاب به خوانندگانی که گمان می‌رود با دین مسیحیت و کتاب مقدس آشنا هستند، رویکرد جدیدی را ارائه می‌کند که از عرفان شرقی و غربی استفاده می‌کند:
آقای هاکسلی از فیلسوفان تائوئیست چینی، از پیروان بودا و محمد، از متون مقدس برهمین، و از عرفای مسیحی از سان خوآن د لا کروز تا ویلیام لاو نقل‌قول می‌کند و به کسانی که نوشته‌هایشان، توسط نبوغ روشن می‌شود، برای خواننده مدرن ناآشنا هستند.
در پاراگراف پایانی متن جلد آمده‌است:
در این اثر بسیار مهم، آقای هاکسلی هیچ تلاشی برای «بنیاد دین جدید» نکرده‌است. اما در تجزیه و تحلیل الهیات طبیعی مقدسین، همان‌طور که او آن را توصیف کرده‌است، معیاری از ایمان را به ما ارائه می‌دهد که به وسیله آن می‌توانیم هم در مورد انحطاط اخلاقی خود به‌عنوان یک فرد قضاوت کنیم و هم رفتار جنون‌آمیز و جنایتکارانه جوامعی را که ایجاد کرده‌ایم.

## سبک کتاب
هاکسلی عمداً نقل‌قول‌های کمتر شناخته‌شده را انتخاب کرد، زیرا «آشنایی با نوشته‌های مقدس سنتی، نه تحقیر، بلکه… نوعی بی‌احساسی احترام‌آمیز… ناشنوایی درونی نسبت به معنای کلمات مقدس را در پی دارد». برای مثال، فصل ۵ در مورد «خیقه» تنها یک نقل‌قول از کتاب مقدس را می‌گیرد و آن را با منابع کم‌تر آشنا ترکیب می‌کند:
«کسی که دوست ندارد خدا را نمی‌شناسد، زیرا خدا محبت است.» 1 یوحنا چهارم
«با عشق می‌توان او را به‌دست‌آورد و نگه‌داشت، اما با اندیشه هرگز.» ابر نادانی
«اسطرلاب اسرار خداوند عشق است». جلال الدین رومی»